# 7222 Alekperov
7222 Alekperov este un asteroid din centura principală de asteroizi.

## Descriere
7222 Alekperov este un asteroid din centura principală de asteroizi. A fost descoperit pe 7 octombrie 1981 la Observatorul de Astrofizică din Crimeea de Tamara Smirnova. El prezintă o orbită caracterizată de o semiaxă mare de 3,21 ua, o excentricitate de 0,21 și o înclinație de 2,9° în raport cu ecliptica.